# クマー・ロッカー
- クマル・ロッカー
- クマール・ロッカー

クマー・ロッカー（Kumar Rocker, 1999年11月22日 - ）は、アメリカ合衆国アラバマ州モンゴメリー出身のプロ野球選手（投手）。右投右打。MLBのテキサス・レンジャーズ所属。

## 経歴

### プロ入り前
高校時代はU-18のアメリカ合衆国代表に選出された。2018年のMLBドラフト38巡目（全体1146位）でコロラド・ロッキーズから指名されたが、契約せずにヴァンダービルト大学へ進学した。
大学1年目からエースとして活躍し、2019年6月8日のデューク大学戦で19奪三振を奪いノーヒットノーランを達成した。チームは勢いに乗りカレッジ・ワールドシリーズまで勝ち上がり、ミシガン大学に勝利して優勝。自身はシリーズ最優秀選手賞を受賞した。この年は12勝5敗の成績を記録し、ベースボール・アメリカのフレッシュマン・オブ・ザ・イヤーに選出された。この活躍により、多くのメディアから2021年のMLBドラフトでの全体1位指名を予想されるようになった。
その後は球速の低下やチームメイトのジャック・ライターの台頭もあり評価を落とした。2021年に2年ぶりにカレッジ・ワールドシリーズに進出し、ミシシッピ州立大学と対戦。勝利した方が優勝となる第3戦に先発登板したが、5回途中5失点で降板し、チームも敗れた。その後、この年のMLBドラフト1巡目（全体10位）でニューヨーク・メッツから指名された。当初は契約金600万ドルで基本合意に達していたが、指名後のメディカルチェックにてメッツが右肘の状態に難色を示して交渉が難航し、期限までに契約が成立しなかった。その後大学へは戻らず、独立リーグや海外でのプレーを検討することを明かした。

### プロ入りと独立リーグ時代
2022年5月13日にフロンティアリーグのトリシティ・バレーキャッツと契約した。5試合（20回）に先発登板して、1勝1敗、32奪三振、防御率1.35という成績を挙げた。

### レンジャーズ時代
2022年のMLBドラフト1巡目（全体3位）でテキサス・レンジャーズから指名され、7月26日に契約金520万ドルで契約した。契約後は公式戦デビューはせず、レンジャーズの施設でトレーニング施設に専念した。シーズン終了後はアリゾナ・フォールリーグに参加し、サプライズ・サグアロズで6試合に登板した。
2023年はレンジャーズのスプリングトレーニングに招待選手として参加した。開幕後はA級ヒッコリー・クロウダッズで6試合（28回）に先発登板して、2勝2敗、防御率3.86、42奪三振を記録していたが、5月16日にトミー・ジョン手術を受け、以降はリハビリでシーズン終了となった。
2024年は7月にルーキー級で実戦復帰。9月12日にメジャー契約を結んでアクティブ・ロースター入りし、同日のシアトル・マリナーズ戦に先発登板してメジャーデビューを果たした。

## 家族
父親のトレイシー・ロッカーは元プロアメリカンフットボール選手であり、現在はNFLのフィラデルフィア・イーグルスでコーチを務めている。
父方の祖父母はインドからの移民である。

## 詳細情報

### 年度別投手成績
| 年 度    | 球 団    | 登 板 | 先 発 | 完 投 | 完 封 | 無 四 球 | 勝 利 | 敗 戦 | セ 丨 ブ | ホ 丨 ル ド | 勝 率 | 打 者 | 投 球 回 | 被 安 打 | 被 本 塁 打 | 与 四 球 | 敬 遠 | 与 死 球 | 奪 三 振 | 暴 投 | ボ 丨 ク | 失 点 | 自 責 点 | 防 御 率 | W H I P |
| -------- | -------- | ----- | ----- | ----- | ----- | -------- | ----- | ----- | -------- | ----------- | ----- | ----- | -------- | -------- | ----------- | -------- | ----- | -------- | -------- | ----- | -------- | ----- | -------- | -------- | ------- |
| 2024     | TEX      | 3     | 3     | 0     | 0     | 0        | 0     | 2     | 0        | 0           | .000  | 55    | 11.2     | 12       | 1           | 6        | 0     | 1        | 14       | 1     | 0        | 6     | 5        | 3.86     | 1.54    |
| MLB：1年 | MLB：1年 | 3     | 3     | 0     | 0     | 0        | 0     | 2     | 0        | 0           | .000  | 55    | 11.2     | 12       | 1           | 6        | 0     | 1        | 14       | 1     | 0        | 6     | 5        | 3.86     | 1.54    |

- 2024年度シーズン終了時

### 年度別守備成績
| 年 度 | 球 団 | 投手（P） | 投手（P） | 投手（P） | 投手（P） | 投手（P） | 投手（P） |
| 年 度 | 球 団 | 試 合     | 刺 殺     | 補 殺     | 失 策     | 併 殺     | 守 備 率  |
| ----- | ----- | --------- | --------- | --------- | --------- | --------- | --------- |
| 2024  | TEX   | 3         | 0         | 2         | 0         | 0         | 1.000     |
| MLB   | MLB   | 3         | 0         | 2         | 0         | 0         | 1.000     |

- 2024年度シーズン終了時

### 背番号
- 80（2024年 - ）